# Habropogon longiventris
Habropogon longiventris là một loài ruồi trong họ Asilidae. Habropogon longiventris được Loew miêu tả năm 1847. Loài này phân bố ở vùng Cổ Bắc giới và châu Á.